# ISO 10487

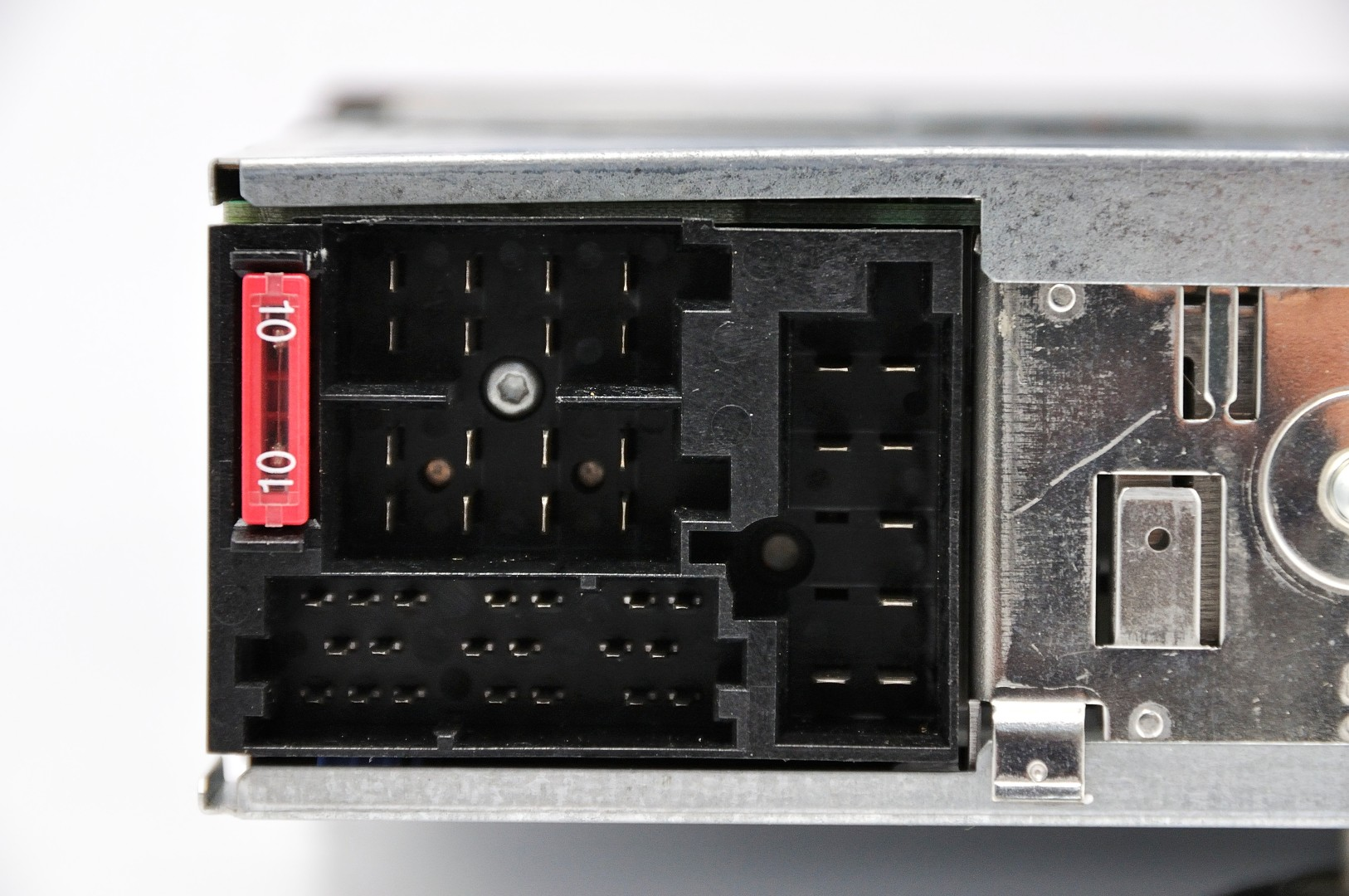
Conectores ISO 10487 (A, B, C y D) en una autorradio.

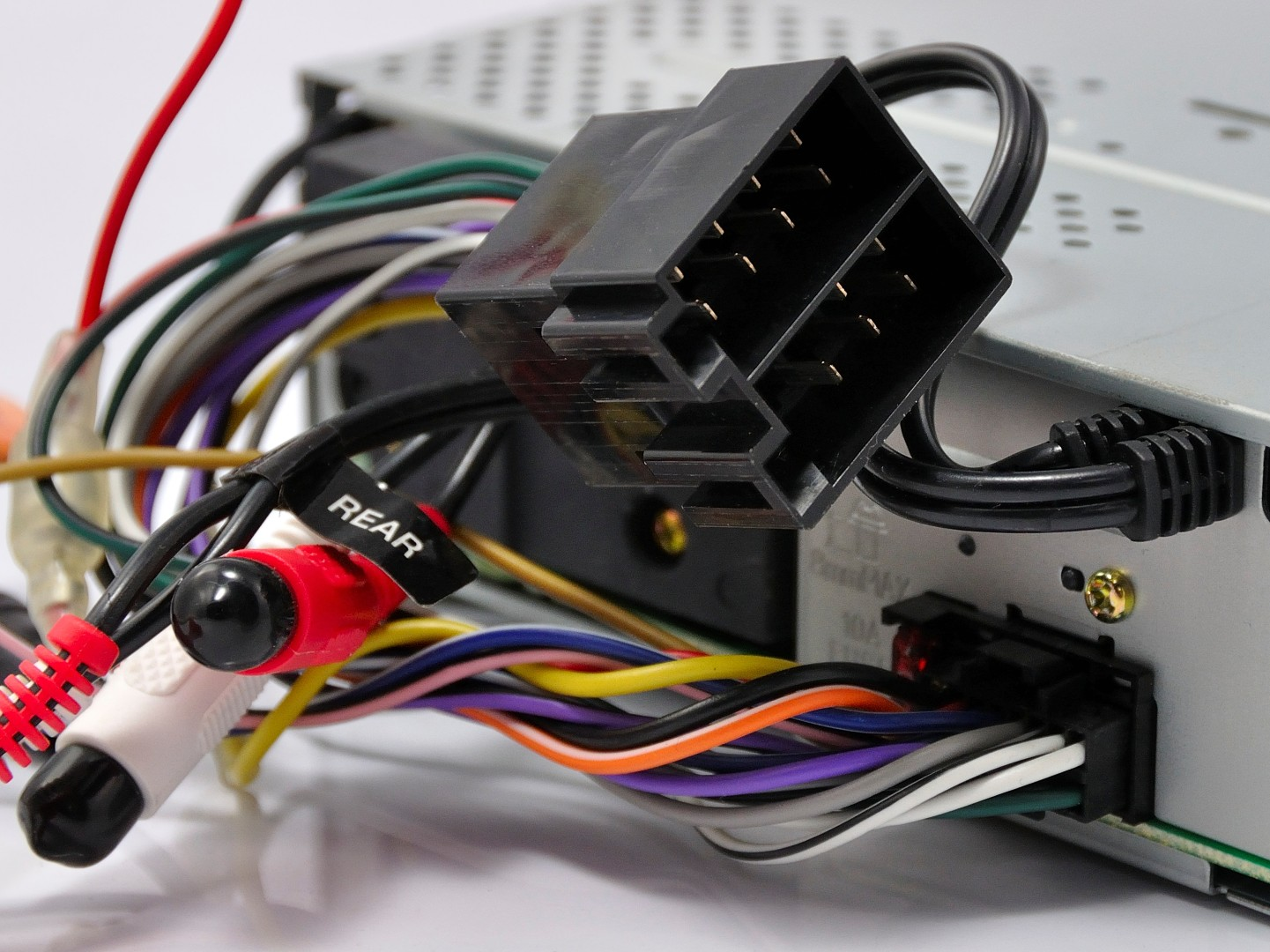
Conectores ISO A y B en la parte posterior de un estéreo de automóvil

ISO 10487 define un estándar para conectores de la unidad principal para el sistema eléctrico del coche, que consiste en un sistema de cuatro diferentes conectores utilizados típicamente en unidades principales de audio del coche .

## Piezas

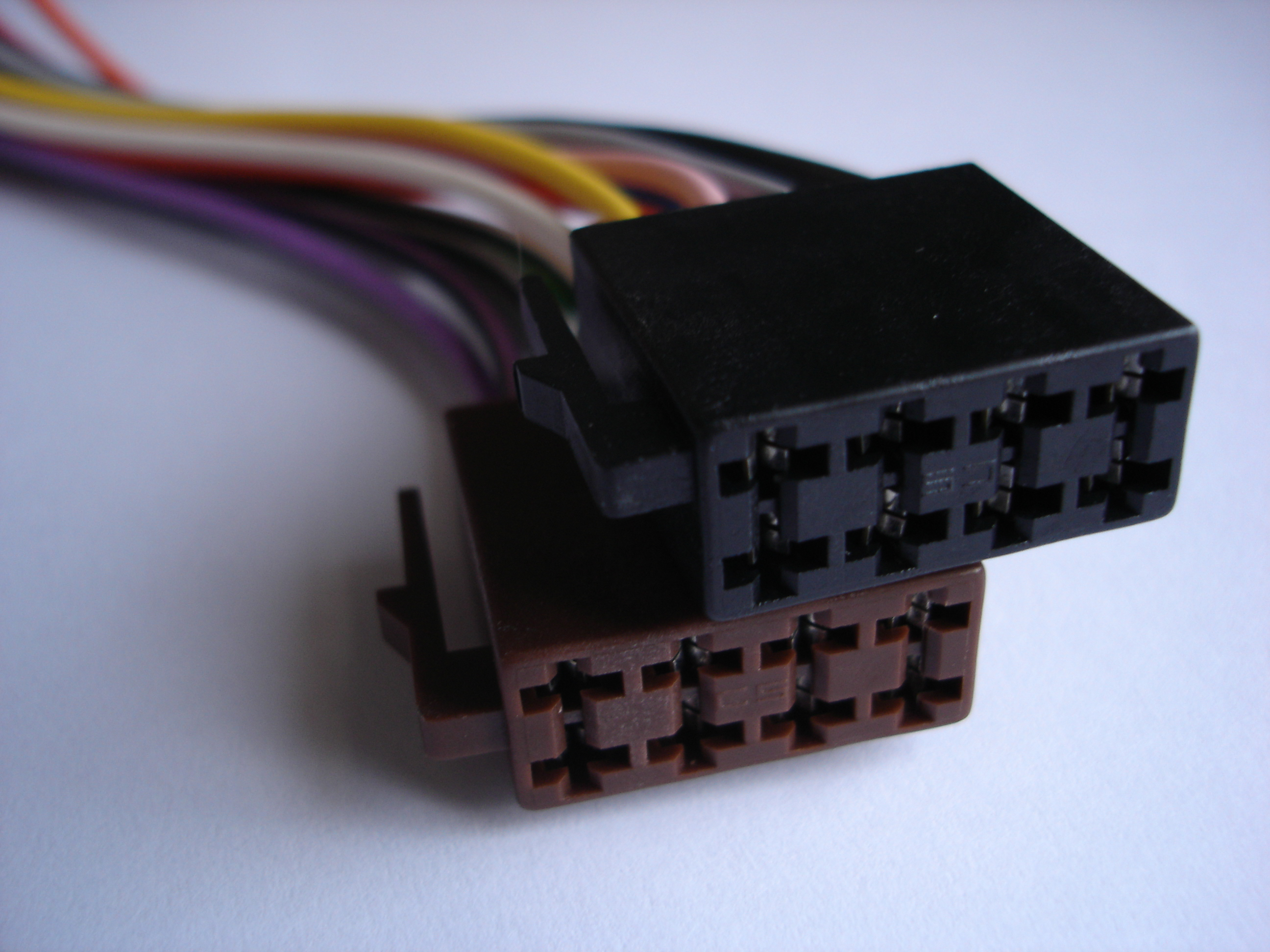
Conector ISO 10487 del coche, para encajarlo en la unidad de cabecera

Patillaje (pinout) de conectores de ISO 10487 (enchufe para macho, cable para hembra)

La Parte 1 de la norma se dedica a "Dimensiones y requisitos generales" y la Parte 2 a los "requisitos de desempeño".

## Alimentación (A)
El primer conector, el a, está siempre presente, es generalmente de color negro, y contiene pines para la fuente de alimentación, OFF / ON (típicamente controlada por la llave de encendido), control opcional para una antena motorizada y así sucesivamente.
En algunos automóviles las posiciones + 12V de encendido y la batería se invierten, como automóviles Grupo Volkswagen, Peugeot 106, Opel Astra y Citroën C3.
- Pin 1 es opcional; utilizado para el control de volumen en función de la velocidad y posiblemente navegación.
- Pin 2 es opcional; utilizado para silenciar el teléfono
- Pin 3 es opcional; utilizado para invertir la señal de la lámpara en las radios de Becker con la navegación.
- Pin 4 +12V permanentes directo a batería para mantener memorias
- Pin 5 SALIDA +12Vcc (para alimentar amplificadores de antena 150mA. máximo)
- Pin 6 es opcional; utilizado para la iluminación de instrumentos del vehículo
- Pin 7 +12Vcc
- Pin 8 Masa

## Altavoz (B)
El segundo conector, el B, es para conectar cuatro altavoces, delantero, trasero, izquierdo y derecho, y suele ser de color marrón.

## Varios (C)
El conector C es opcional. Algunas veces, parece como un conector de 20 pines, a menudo de color rojo, o se pueden dividir en tres conectores separados que pueden ser en forma de gancho, en cuyo caso C1 es generalmente de color amarillo, C2 es generalmente de color verde, mientras que C3 es generalmente de color azul. La separación de contacto es más estrecha que los otros conectores, por lo que e el conector C se denomina a veces como mini-ISO .

## Navegación (D)
El conector D es para los sistemas de navegación por satélite . Dispone de 10 pines.